# A̱
Cette page contient des caractères spéciaux ou non latins. S’ils s’affichent mal (▯, ?, etc.), consultez la page d’aide Unicode.
A̱ (minuscule : a̱), appelé A macron souscrit, est un graphème utilisé dans l’écriture du cishingini, du kaje, du nuer et du tennet en Afrique, du atsam, du bribri, du cabécar, du chacta, du chicacha, du chinantèque d’Ojitlán, du chinantèque d’Ozumacín, du hyam, du karimojong, du koasati, du kwak’wala, du maijiki, du mazatèque, de l’otomi de Tenango, du pame central, du ticuna et du tsimshian de la côte en Amérique, du suédois de Noarootsi en Europe ainsi que du huli en Océanie.
Il s'agit de la lettre A diacritée d'un macron souscrit.  Il n’est pas à confondre avec le A trait souscrit ‹ A̲, a̲ ›.

## Utilisation
En koasati, le a macron souscrit ‹ a̱ › représente le ‹ a › nasalisé.
En ticuna, le a macron souscrit ‹ a̱ › est utilisé pour représenter voyelle ouverte antérieure non arrondie laryngalisée [a̰].

## Représentations informatiques
Le A macron souscrit peut être représenté avec les caractères Unicode suivants :
- décomposé (latin de base, diacritiques) :

| formes    | représentations | chaînes de caractères | points de code | descriptions                                          |
| --------- | --------------- | --------------------- | -------------- | ----------------------------------------------------- |
| capitale  | A̱               | A◌̱                    | U+0041 U+0331  | lettre majuscule latine a diacritique macron souscrit |
| minuscule | a̱               | a◌̱                    | U+0061 U+0331  | lettre minuscule latine a diacritique macron souscrit |

## Sources
- (es + tca) Doris Anderson et Lambert Anderson, Diccionario ticuna — castellano, coll. « Serie Lingüística Peruana » (no 57), 2017 (lire en ligne)